# بیایید از جام‌های شادی‌بخش بنوشیم

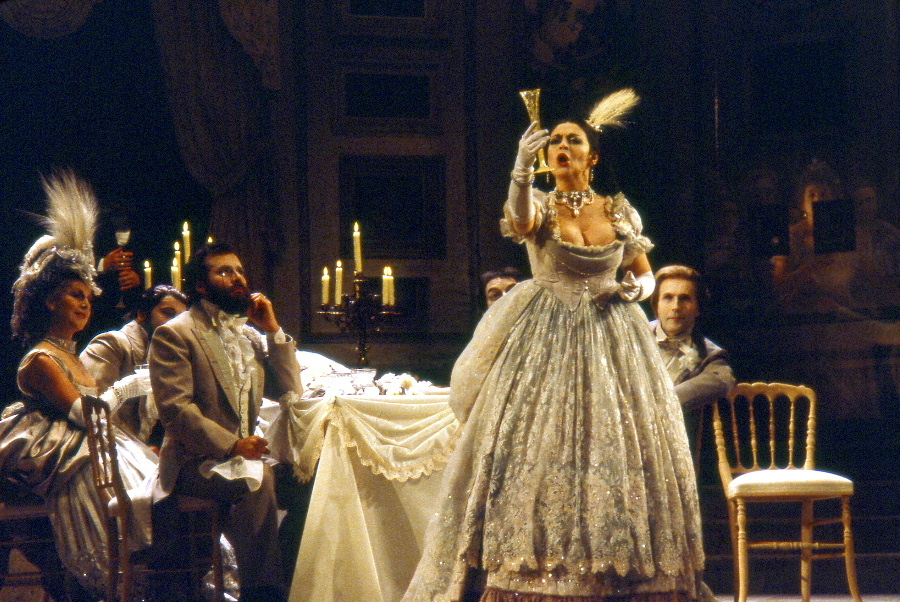
کاترین مالفیتانو در نقش ویولتا، ۱۹۸۰

بیایید از جام‌های شادی‌بخش بنوشیم (به ایتالیایی: Libiamo ne' lieti calici) دوخوانی مشهوری در پردهٔ نخست از اپرای لا تراویتای جوزپه وردی است. متن آن توسط فرانچسکو ماریا پیاوه سروده شده‌است.

## شعر
متن این اپرا توسط فرانچسکو ماریا پیاوه نوشته شده است.

| Alfredo Libiamo, libiamo ne' lieti calici che la bellezza infiora; e la fuggevol, fuggevol ora s'inebrii a voluttà. Libiam ne' dolci fremiti che suscita l'amore, poiché quell'occhio al core onnipotente va. Libiamo, amore, amor fra i calici più caldi baci avrà. Flora, Gastone, Barone, Dottore, Marchese, coro: Ah, libiam, amor fra' calici più caldi baci avrà. Violetta Tra voi, tra voi saprò dividere il tempo mio giocondo; tutto è follia, follia nel mondo ciò che non è piacer. Godiam, fugace e rapido è il gaudio dell'amore; è un fior che nasce e muore, ne più si può goder. Godiam, c'invita, c'invita un fervido accento lusinghier. Flora, Gastone, Barone, Dottore, Marchese, coro: Ah, godiamo, la tazza, la tazza e il cantico, La notte abbella e il riso; in questo, in questo paradiso ne scopra il nuovo dì. Violetta: La vita è nel tripudio. Alfredo: Quando non s'ami ancora. Violetta: Nol dite a chi l'ignora. Alfredo: È il mio destin così. Tutti Ah, godiamo, la tazza, la tazza e il cantico, La notte abbella e il riso; in questo, in questo paradiso ne scopra il nuovo dì. Ah, ah, ne scopra il dì. (Ne sco, il no, il novo dì.) Ah, sì... (Sì, ne scopra, ne scopra il nuovo dì...) | آلفردو بیایید بنوشیم، بیایید از جام‌های شادی بخش‌ بنوشیم. که زیبایی شکوفا می شود. که ممکن است لحظه ای زودگذر از شهوت و شهوت به وجد بیایند بیایید از هیجانات شیرین بنوشیم که عشق برانگیخته می شود, زیرا آن چشم مستقیماً به قلب قادر است. بیا بنوشیم عشق من: عشق میان جام‌ها بوسه های گرم تری خواهد داشت. فلور، گاستون، بارون، دکتر، مارکیز، گروه کر آه، بیا بنوشیم، عشق من: عشق در میان جام‌ها بوسه های گرم تری خواهد داشت. ویولتا با تو، با تو می‌توانم به اشتراک بگذارم اوقات خوشم‌ را. همه چیز در دنیا احمقانه است هرچیزی که لذت بخش نیست. بیایید از خود لذت ببریم، زودگذر و سریع لذت عشق این است: گلی است که می شکفد و می‌میرد و دیگر نمی توان از آن لذت برد. بیایید پرشور از خودمان لذت ببریم صدای تملق ما را دعوت می کند. فلور، گاستون، بارون، دکتر، مارکیز، گروه کر آه، بیا از جام، جام و شعرها لذت ببریم، شب های آراسته و خنده ها; بگذار روز جدید ما را در این بهشت پیدا کند. ویولتا: زندگی یعنی جشن. آلفردو: اگر کسی عشق را نشناخته است. ویولتا: به کسی که نمیدونه نگو. آلفردو: اما این سرنوشت من است. همه آه بیایید از جام، جام و شعارها لذت ببریم، شب آراسته و خنده; بگذار روز جدید ما را در این بهشت پیدا کند. آه، آه، بگذار روز جدید ما را پیدا کند. (ما اجازه می دهیم روز جدید ما را پیدا کند.) آه، بله... (بله، اجازه می دهیم، اجازه می دهیم روز جدید ما را پیدا کند...) |

## صحنه
دوخوانی بیایید از جام‌های شادی‌بخش بنوشیم قطعه‌ای شاد در ستایش نوشیدن شراب است. در میهمانی شبانهٔ ویولتا در پردهٔ اول آلفردو (تنور) تشویق می‌شود که قطعه‌ای بخواند. آلفردو شروع به خواندن می‌کند و ویولتا (سوپرانو) و گروه کر نیز با او همصدا می‌شوند.